# Aston Martin RHAM/1
La RHAM/1 è un'autovettura da competizione prodotta dalla Aston Martin. Il modello era, sostanzialmente, una DBS cospicuamente modificata dal pilota Robin Hamilton per poter correre la 24 Ore di Le Mans.

## Caratteristiche tecniche
Il modello montava un telaio derivante da quello della DBS che era dotato di pannelli in vetroresina. Le sospensioni anteriori erano costituite da doppi bracci trasversali e barre antirollio, mentre quelle posteriori erano formate da bracci longitudinali e molle elicoidali.  Nel retrotreno era inoltre presente un ponte De Dion.
Il motore installato era un V8 da 5.340 cm³ di cilindrata turbocompresso. La distribuzione era a doppio albero a camme in testa.
Il motore era montato anteriormente, mentre la trazione era posteriore. Il cambio era invece manuale a cinque rapporti mentre la frizione era multidisco. Il differenziale era a scorrimento limitato.

## Le competizioni
Alla 24 Ore di Le Mans del 1977 il modello giunse al 17º posto assoluto, mentre nell'edizione del 1979  si ritirò per un guasto meccanico. Un altro importante risultato conquistato dalla RHAM/1 fu il 13º posto alla 1000 km di Silverstone del 1979.